# Floresminivett
Floresminivett (Pericrocotus lansbergei) är en fågel i familjen nålfåglar inom ordningen tättingar.

## Utseende och läte
Floresminivett är en rätt liten och långstjärtad tätting med upprätt hållning. Hanen är övervägande svart med vit undersida och kontrasterande orangerött i en bröstfläck, i teckningar på vingen, på övergumpen och i yttre stjärtpennorna. Honan är grå där hanen är svart och samma oragenröda teckningar utom bröstfläcken. Arten är ljudlig, ofta med kvittriga läten, ljusa "tzee-tzee-tzee" eller "tzee-tzee-tzew". Även ett kort och vasst "pip" kan höras.

## Utbredning och systematik
Fågelns utbredningsområde är i västra Små Sundaöarna (Sumbawa och Flores). Den behandlas som monotypisk, det vill säga att den inte delas in i några underarter.

## Levnadssätt
Floresminivetten hittas i skogar och skogsbryn i låglänta områden och kullar. Den ses i par eller smågrupper uppe i trädtaket.

## Status och hot
Arten har ett stort utbredningsområde, men tros minska i antal, dock inte tillräckligt kraftigt för att den ska betraktas som hotad. Internationella naturvårdsunionen IUCN listar arten som livskraftig (LC).

## Namn
Fågelns vetenskapliga artnamn hedrar Johan Willem van Lansberge (1830-1905), holländsk generalguvernör i Nederländska Ostindien 1875-1881.